# أليكس سالمون
أليكس سالمون (بالإنجليزية: Alex Salmon)‏ هو لاعب كرة قدم بريطاني في مركز الهجوم، ولد في 9 يوليو 1994 في بيركنهيد ‏ في المملكة المتحدة. لعب مع نادي ألوا أثليتيك ونادي سلتيك نايشون ونادي كارلايل يونايتد ونادي ووركينغتون.

## وصلات خارجية
- أليكس سالمون على موقع قاعدة بيانات كرة القدم.إي يو (الإنجليزية)
- أليكس سالمون على موقع Soccerbase.com (لاعب) (الإنجليزية)